# Acacia rorudiana
Acacia rorudiana é uma espécie de leguminosa do gênero Acacia, pertencente à família Fabaceae.